# Alcoa
Alcoa, Inc., від Алюмі́нум Ко́мпані оф Аме́рика (АЛКОА, англ. Aluminum Company of America) (NYSE: AA) — транснаціональна алюмінієва монополія США. Alcoa є провідним світовим виробником алюмінію (третя компанія після Rio Tinto Alcan і Русал). Станом на 2009 рік у штат компанії входять 122 тисяч осіб, які працюють в 44 країнах світу. Продукція компанії використовується переважно в авіакосмічній, автомобільній, пакувальній і будівельній сферах.
Заснована у 1888 у місті Піттсбург (шт. Пенсільванія). До 1907 називався «Піттсбург рідакшн К°». Виробляє близько 30% алюмінію США (1980). Виробничі потужності складають понад 2 млн т первинного алюмінію на рік.
«ALCOA» видобуває боксити в США, Австралії, Бразилії, Домініканській Республіці, Суринамі, Ямайці, Індонезії, Гвінеї. 1 листопада 2016 року Alcoa Inc. розділилася на дві компанії: нову під назвою Alcoa Corporation, яка займається видобутком і виробництвом алюмінієвої сировини, і перейменування Alcoa Inc. на Arconic Inc., яка займається переробкою алюмінію та інших металів.